# Anders Forsling
Bo Anders Bancha Forsling (thailändisch บู อันเดอร์ส บัญชา ฟอร์สลิ่ง, * 20. Juni 2002 in Schweden) ist ein thailändisch-schwedischer Fußballspieler.

## Karriere
Anders Forsling stand von 2019 bis 2023 bei den unterklassigen schwedischen Vereinen Forssa BK in Borlänge und Korsnäs IF in Falun unter Vertrag. Im Januar 2024 ging er nach Thailand. Hier unterschrieb er in Rayong einen Vertrag beim Zweitligisten Rayong FC. Sein Zweitligadebüt gab der Mittelfeldspieler am 20. Januar 2024 (20. Spieltag) im Auswärtsspiel gegen den Nakhon Si United FC. Bei der 3:1-Niederlage wurde er in der 87. Minute für Suwat Chanbunpha eingewechselt. Die Saison 2023/24 wurde er mit Rayong Tabellendritter und qualifizierte sich somit für die Aufstiegsspiele zur ersten Liga. Hier konnte man sich gegen den Nakhon Si United FC durchsetzen und stieg in die erste Liga auf.